# Януш Свєрчовський
Януш Свєрчовський гербу Труби (також Свєрчовскі, Сверчовський пол. Janusz Świerczowski, ? — 1528, Люблін, нині Польща) — польський шляхтич, військовик, королівський урядник.

## Життєпис
Мав посади каштеляна Бєча, Віслиці, старости сандецького, теребовлянського (з 1513 року), добчицького, люблінського (згаданий 1527 року). Був надвірним гетьманом короля Сигізмунда І Старого. Один зі сподвижників князя та великого гетьмана Костянтина Острозького у битві під Оршею 8 вересня 1514.
1522 року призначений разом зі Станіславом Ходецьким військовим радником «заступників» великого гетьмана коронного Миколая Фірлея (захворів) М. Любраньського, А. Тенчиньського. 1527 року брав участь у Пйотрковському сеймі, на якому разом зі Станіславами Ходецьким, Лянцкоронським укладав умови перемир'я з молдавськими послами.
Помер у м. Любліні, похований у місцевому костелі домініканців.